# Stopařův průvodce po Galaxii
Stopařův průvodce po Galaxii, nebo též Stopařův průvodce Galaxií (v anglickém originále The Hitchhiker's Guide to the Galaxy, 1979), je prvním dílem pentalogie označované jako trilogie v pěti dílech. Jejím autorem je Angličan Douglas Adams. Kniha vznikla podle prvních čtyř částí stejnojmenné Adamsovy rozhlasové hry vysílané původně BBC od roku 1978. Byla přeložena do více než třiceti jazyků a na školách se mnohde dostala mezi povinnou četbu.
Každoročně 25. května se na památku Douglase Adamse pořádá Ručníkový den.

## Název knihy
Kniha Stopařův průvodce po galaxii je pojmenovaná podle stejnojmenné (fiktivní) encyklopedie všeho vesmíru a vědění. V mnoha ležérnějších civilizacích na Východním okraji Galaxie dokonce Stopařův průvodce nahradil velkou Galaktickou encyklopedii jakožto zdroj veškerého vědění a moudrosti, neboť – ač má mnoho mezer a spousta informací je pochybných nebo přinejmenším hodně nepřesných – má proti starší a prozaičtější příručce dvě nesporné výhody. Jednak je o něco levnější, a především má na obálce velký vlídný nápis: DON'T PANIC (NEPROPADEJTE PANICE).

## Děj
Na začátku byla oznámení o demolici. To první se nacházelo ve sklepení stavebního úřadu jistého města na Zemi. To druhé o pouhé čtyři světelné roky dále na příslušném spádovém stavebním úřadu pro planetu Zemi. Že je nikdo nečetl a neprotestoval? Jeho chyba. Demoliční výměr se měl uskutečnit...
Přišlo to jako rána z čistého nebe. Dnes se bude bourat dům ve jménu nové komunikace a už se s tím nedá nic dělat. Majitel se sice postavil před demoliční četu, ale jeho přítel ho ukonejšil a odvedl do místní nalévárny, protože zjistil tu strašnou skutečnost, že už brzy nezbude z planety Země více než trocha kosmického prachu, díky rozhodnutí příslušného dopravního stavebního úřadu kdesi v blízkém vesmíru. Přítel ovšem nebyl obyčejný člověk. Vyklubal se z něj protřelý mimozemšťan, který si i s takovouto prekérní situací věděl rady...
Kniha také odpovídá na základní otázku Života, Vesmíru a vůbec. Odpověď je 42. V knize ji vypočítala Hlubina Myšlení, největší počítač všech dob. Podle knihy není známo znění základní otázky.
Protože však je tato otázka pro myši velmi důležitá, nechají postavit největší počítač vesmíru, ještě větší než Hlubina Myšlení, planetu Zemi, aby tuto otázku definoval. Průběh řešení pozorují a při tom se maskují tak, že se tváří jako laboratorní zvířata a nechají lidi na sobě dělat pokusy.
Těsně před zodpovězením této otázky je planeta Země zničena demolicí, kterou provedou stvoření zvaná Vogoni, a to z důvodu výstavby nové expresní vesmírné dálnice. Jelikož je tento stavební výměr již přes padesát let vyvěšen na nástěnce ve sklepě jednoho nejmenovaného stavebního úřadu na Alfa Centauri a pozemšťané na něj nijak nereagují, je učiněno zadost tomuto rozhodnutí a planeta Země je demolována pro veřejně prospěšnou mezigalaktickou dálnici.
Pozemšťana jménem Arthur Dent zachrání v posledním okamžiku jeho přítel, maskovaný mimozemšťan jménem Ford Prefect, který pochází z planetky poblíž Betelgeuze.
Arthur Dent pak prožije neuvěřitelné dobrodružství, než se dostane do planetárního systému stavitelů planet, kde se již buduje záložní planeta Země.
A tak je jasné, že jsou myši velmi rozzlobené na Vogony, a že se snaží získat mozek pozemšťana, který byl na planetě až do konce. Protože v něm je zakódována otázka.

## Česká vydání
Česky nebo slovensky kniha vyšla v následujících vydáních:
- Stopařův průvodce po Galaxii (Odeon, 1990)
- Stopařův průvodce po Galaxii (Hynek, s.r.o., 1998)
- Stopařův průvodce Galaxií (Argo, 2002, 2004, 2008 a 2015)

## Další zpracování
- Roku 1981 BBC vytvořila šestidílnou televizní adaptaci, již natočil režisér Alan J. W. Bell se Simon Jones a Davidem Dixonem v hlavních rolích.
- Na motivy díla vzniklo i několik divadelních her.
- Kniha byla také v roce 2005 zfilmována režisérem Garthem Jenningsem, s Martinem Freemanem a Yasiinem Beyem v hlavních rolích.
- V roce 2019 společnost Hulu ohlásila přípravu další televizní seriálové verze, jejímiž tvůrci se stali Carlton Cuse a Jason Fuchs.[1]